# Barney (émission de télévision)
Pour les articles homonymes, voir Barney.
Barney (ou Barney et ses amis, Barney & Friends en anglais) est une émission de télévision américaine canadienne pour enfants en 248 épisodes de 25 minutes diffusée du 6 avril 1992 au 18 septembre 2009 sur le réseau PBS. et a partir du 11 juillet 1994 au 14 novembre 2015 sur PBS Kids. et a partir du 26 septembre 2005 au 25 janvier 2020 sur Sprout et Universal Kids et a partir du 1994 au 1997 sur  the children's channel
Au Canada, la série est diffusée à partir du 1994 au 1995 sur CBC Television diffusée à partir du 1er novembre 1997 au 16 août 2012 sur Treehouse TV. 
Au Québec, elle a été diffusée à partir du 24 septembre 2001 au 2004 sur TFO. diffusée à partir du 4 décembre 2000 au 2003 sur Canal Famille/Vrak En 2024, la série serait bientôt sous-titrée en français sur Crave au Canada, hors Québec. Le documentaire était également disponible au Canada en anglais.

## Synopsis
Barney est un dinosaure violet qui saute et chante des chansons pour enfants à caractère éducatif.

## Histoire
Barney est créé en 1987 par Sheryl Leach, alors qu'elle cherche des idées d'émission télévisée éducative qui plairaient à son fils. Elle crée alors, avec son équipe, une série de vidéos distribuées sur cassette vidéo, Barney and the Backyard Gang, dans lesquelles jouait Sandy Duncan. Le personnage de Barney est complété par ceux de Baby Bop, BJ, et Riff.
Les vidéos ont rencontré un succès régional modeste, mais le personnage de Barney a été choisi pour une série télévisée, choisie par la maison de Sesame Street - Public Broadcasting Service :  Barney  a été diffusé pour la première fois en 1992. Barney est désormais traduit et diffusé en plusieurs langues (espagnol, portugais, allemand, français…). Barney est un grand succès en Amérique du Nord. Pour les spectateurs français, Barney et tout le cadre l'entourant n'est pas sans rappeler Casimir de l'Île aux enfants, sans qu'il n'y ait de lien entre les deux.

## Distribution

### Voix anglaise
- Bob West (en) : voix de Barney (128 épisodes, 1992-2000)
- David Joyner : Barney (104 épisodes, 1992-1999)
- Carey Stinson : Barney (120 épisodes, 2002-2009)
- Dean Wendt : Barney (120 épisodes, 2002-2009)
- Julie Johnson : voix de Baby Bop (132 épisodes, 1992-2009)
- Jeff Ayers : Baby Bop (108 épisodes, 1993-2008)
- Brice Armstrong : voix de Miss Etta Kette
- Monté Black : voix de Curtis (4 épisodes 1997)

### Voix québécoise
- Daniel Lesourd : Barney (magenta et vert)
- Johanne Léveillé : B.J. (jaune et vert)
- Johanne Garneau : Bébé Bop (vert et magenta) / Debra
- Xavier Dolan : Curtis
- Kim Jalabert : Hannah
- Sandrine Chauveau-Sauvé : Ashley
- Simon Lussier : Stéphan
- Mario Desmarais : M. Vert
- Charlotte Bernard : Mme. Bouffant
- Lisette Dufour : Marguerite
- Claude Préfontaine : M. Cannolli

 Source et légende : version québécoise (VQ) sur Doublage.qc.ca

## Épisodes

### Spéciaux
- L’Île imaginaire (24 avril 1994 (États-Unis), 1999 (Canada))
- C’est l’heure des chiffres (13 janvier 1998 (États-Unis), 1999 (Canada))
- Barney dans l'espace (17 mars 1998 (États-Unis), 2006 (Arabie Saoudite))
- Les amis du quartier avec Barney (4 mai 1999 (États-Unis/Canada))
- Bienvenue chez Barney (15 août 2000 (États-Unis/Canada))

## Source
- (en) Cet article est partiellement ou en totalité issu de l’article de Wikipédia en anglais intitulé « Barney & Friends » (voir la liste des auteurs).